# 19467 Amandanagy
19467 Amandanagy este un asteroid din centura principală de asteroizi.

## Descriere
19467 Amandanagy este un asteroid din centura principală de asteroizi. A fost descoperit pe 20 aprilie 1998 la Socorro, New Mexico, în cadrul proiectului LINEAR. Asteroidul prezintă o orbită caracterizată de o semiaxă mare de 2,73 ua, o excentricitate de 0,01 și o înclinație de 2,1° în raport cu ecliptica.